# Marchais (Aisne)
Marchais település Franciaországban, Aisne megyében. Lakosainak száma 391 fő (2022. január 1.). Marchais Chivres-en-Laonnois, Coucy-lès-Eppes, Gizy, Liesse-Notre-Dame, Mauregny-en-Haye, Montaigu, Samoussy és Sissonne községekkel határos.

## Népesség
A település népességének változása:
| Lakosok száma | 392  | 384  | 364  | 360  | 393  | 423  | 435  | 404  | 389  | 391  |
|               | 1968 | 1982 | 1990 | 2006 | 2013 | 2015 | 2017 | 2019 | 2020 | 2022 |